# Pleotrichophorus helichrysi
Pleotrichophorus helichrysi är en insektsart. Pleotrichophorus helichrysi ingår i släktet Pleotrichophorus och familjen långrörsbladlöss. Inga underarter finns listade i Catalogue of Life.